# Trận Ilomantsi
Trận Ilomantsi là một phần của Mặt trận Phần Lan (Chiến tranh Xô-Đức) (1941–1944). Nó diễn ra từ ngày 26 tháng 7 cho đến ngày 13 tháng 8 năm 1944 giữa Phần Lan và Liên Xô trên một lãnh thổ rộng đúng 40 km và dài 30 km, gần biên giới Liên Xô-Phần Lan, gần thị trấn Ilomantsi nhỏ bé của Phần Lan, ở Bắc Karelia. Trận đánh kết thúc với chiến thắng của quân Phần Lan, hợp vây và gần như tiêu diệt hai Sư đoàn Liên Xô bất chấp lợi thế áp đảo về quân số và vật liệu của Liên Xô, và bẻ gãy cuộc tấn công quy mô lớn cuối cùng của Hồng quân Liên Xô vào Phần Lan.
Là chiến dịch lớn cuối cùng của Quân đội Phần Lan trong cuộc Chiến tranh thế giới thứ hai, trận thắng này được coi là tái hiện một chút hào khí của quân Phần Lan hồi Chiến tranh Liên Xô-Phần Lan (1939-1940), buộc Liên Xô phải từ bỏ yêu cầu Phần Lan đầu hàng vô điều kiện. Thắng lợi phòng thủ vang dội này, cùng với trận Tali-Ihantala, cũng khiến cho Phần Lan không bị Liên Xô chiếm đóng.

## Tư liệu tham khảo
- Leskinen, Jari; Juutilainen, Antti, biên tập (2005). Jatkosodan pikkujättiläinen (bằng tiếng Phần Lan). Porvoo: Werner Söderström OY. ISBN 951-0-28690-7.
- Nordberg, Erkki (2003). Arvio ja ennuste Venäjän sotilaspolitiikasta Suomen suunnalla [Estimate and prediction of Russian military policy in Finnish direction] (bằng tiếng Phần Lan). Helsinki: Art House. ISBN 951-884-362-7.
- William R. Trotter, A frozen hell: the Russo-Finnish winter war of 1939-1940, Algonquin Books of Chapel Hill, 2000. ISBN 1565122496.
- Dan Reiter, How Wars End, Princeton University Press, 17-08-2009. ISBN 069114060X.
- Rausio, Ari; Kilin, Juri (2009). Jatkosodan torjuntataisteluja 1942-44 [Defensive Battles of Continuation War 1942-44] (bằng tiếng Phần Lan). Helsinki: Karttakeskus. ISBN 978-951-593-070-5.
- Rysti, Tuomo (director, writer) (ngày 4 tháng 6 năm 2003). Korpisodan suurvoitto [Major victory in war in the wilderness] (bằng tiếng Phần Lan). Finland: Yleisradio (YLE).
- Tony Jacques, Dictionary of Battles and Sieges: F-O, Greenwood Publishing Group, 2007. ISBN 0313335389.
- "Ilomantsi sodassa". ngày 3 tháng 8 năm 2009. Bản gốc lưu trữ ngày 18 tháng 12 năm 2012. Truy cập ngày 20 tháng 7 năm 2010.